# Embalse de El Vado
El embalse de El Vado es un embalse español situado en el curso alto del río Jarama, en la sierra de Ayllón, al noroeste de la provincia de Guadalajara, muy cercano a los pueblos negros.

## Historia
Fue inaugurado en 1954 por el dictador Francisco Franco, después de una construcción que se prolongó durante 40 años, afectada por distintas vicisitudes. Su construcción se realizó con objeto de destinar sus aguas al riego a través de la Real Acequia del Jarama. No obstante en el año de su inauguración se cambió su destino y sus aguas fueron asignadas al consumo de Madrid, si bien no pudieron ser utilizadas para este fin hasta el año 1960 en que se puso en servicio el canal del Jarama. Posteriormente se realizaron obras que se prolongaron hasta 1972 para construir un nuevo aliviadero sobre el dique principal, sin suponer ello un recrecimiento de la presa. Bajo sus aguas quedó hundido casi todo el pueblo de El Vado, que le da nombre.

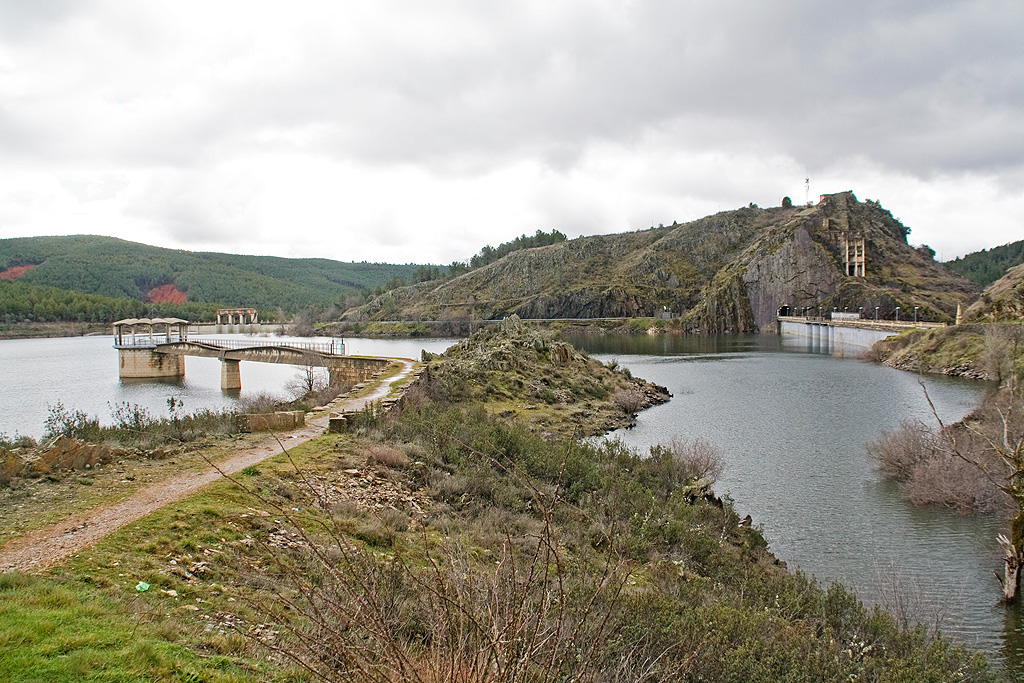
Dique principal, dique del collado lateral y torre de toma

En el margen izquierdo del cauce del río, el embalse tiene un segundo dique que cierra un collado allí existente. Este dique cuenta con un aliviadero, además del situado en el cuerpo principal de la presa, que fue construido posteriormente ante los problemas de estabilidad de la rampa de vertido del antiguo por el collado. En la actualidad la solera de la rampa se encuentra en malas condiciones por lo que no se usa para aliviar las aguas sobrantes.
Dada la pequeña capacidad del embalse, en relación con el caudal del río, las aguas del embalse son extraídas durante  todo el año, a finales de verano su nivel suele estar al mínimo de la cota de explotación, coincidiendo con el año hidrológico, para dejar hueco a las que lleguen con las lluvias otoñales. Si estas son escasas el embalse permanece durante el invierno con un nivel muy bajo. No obstante en cuanto se presentan lluvias durante unas semanas, el embalse suele llenarse, siendo uno de los primeros, de los gestionados por el Canal de Isabel II, que vierte aguas al cauce, al alcanzar la cota de resguardo fijada por la Confederación Hidrográfica del Tajo. 

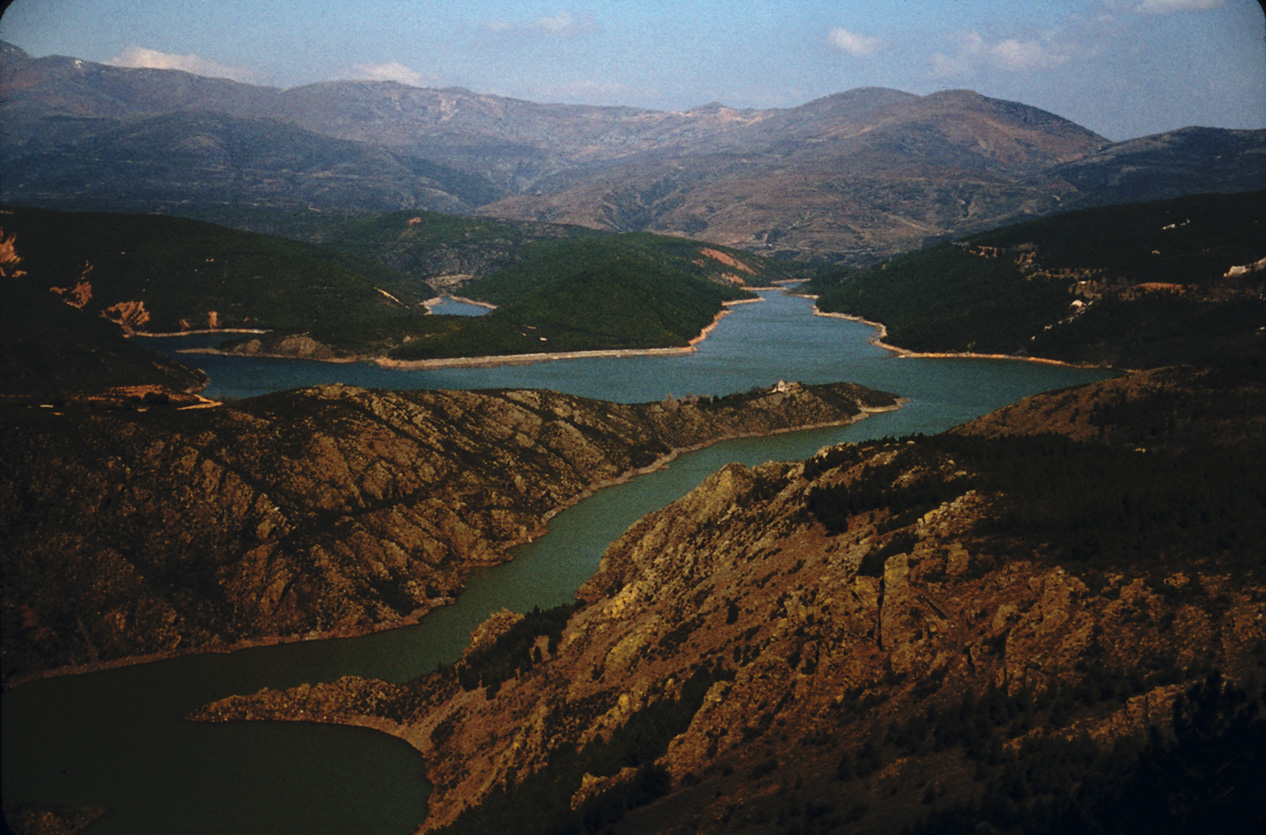
La iglesia de El Vado sobresaliendo del embalse en 1979.

En la parte exterior de la presa existían dos escudos del antiguo régimen de grandes dimensiones, que fueron retirados y destruidos en 2008. Testimonios de personal del Canal de Isabel II indican que dichos escudos, incluidos los del cuerpo de Ingenieros de Caminos, fueron retirados por razones de seguridad por el peligro de desprendimiento, dado el deterioro de los anclajes que los fijaban al muro.
Es uno de los dos únicos embalses del Canal de Isabel II situados fuera de la Comunidad de Madrid, junto con el embalse de La Aceña ubicado en la provincia de Ávila.

## Actividades
Desde julio de 2015 se pueden realizar actividades de turismo activo en el Embalse. Actualmente una cooperativa de turismo activo ofrece alquiler de piraguas en este Embalse además de otras actividades relacionadas con la multiaventura en sus alrededores.

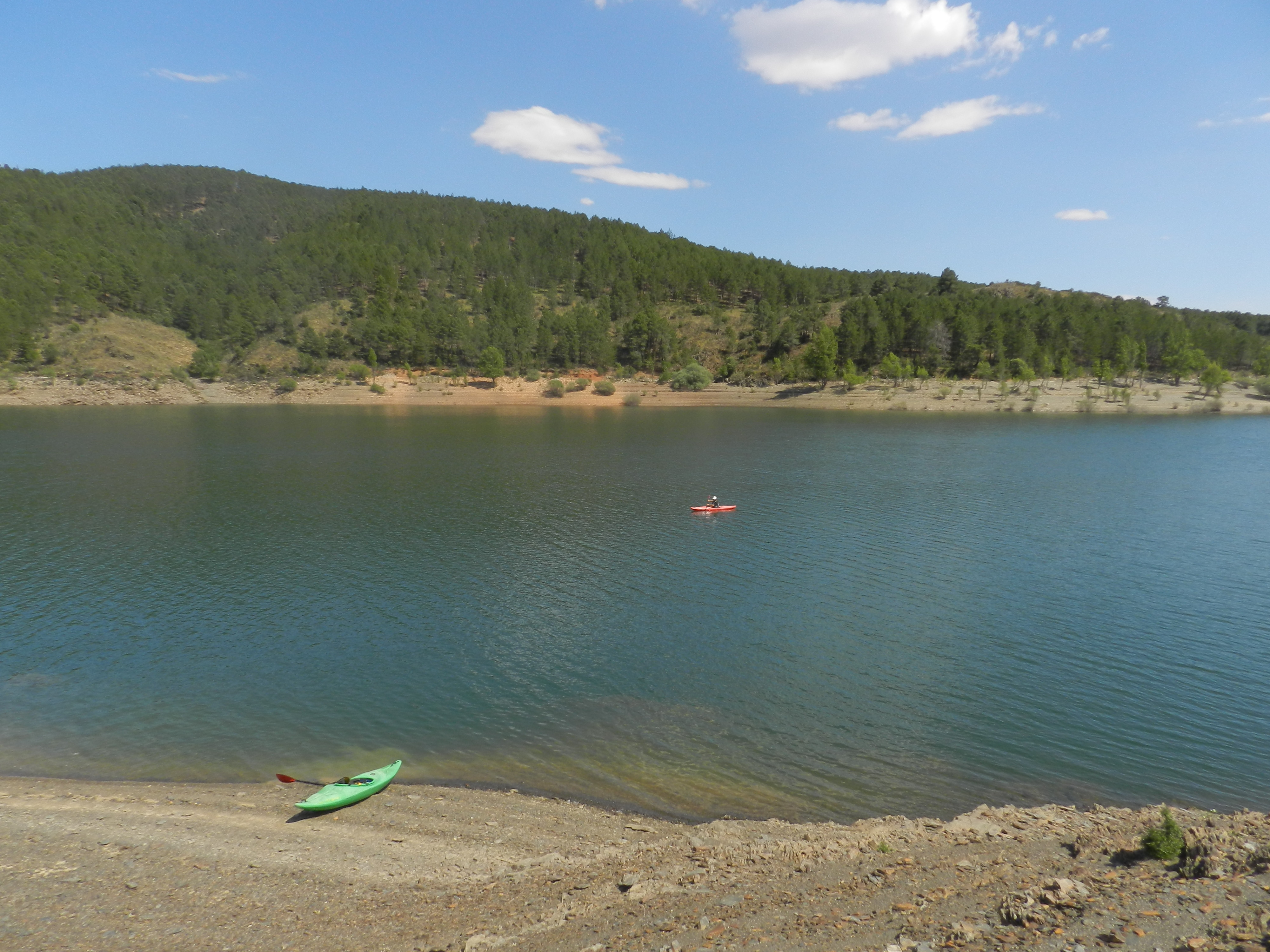
Piragüismo en el Embalse de El Vado